# Paul-Pierre Philippe
Pierre Philippe, né le 16 avril 1905 dans le 5e arrondissement de Paris et mort le 9 avril 1984 à Rome, est un religieux dominicain (sous le nom de Paul) et cardinal français de la curie romaine.

## Biographie
Il fait ses études secondaires à Versailles où il est scout de France dès le début des années 1920.

### Prêtre
Il entre  dans l'Ordre des Prêcheurs en 1926 et est ordonné prêtre en 1932. Il sert comme officier pendant la seconde guerre mondiale. Il est appelé à Rome en 1955 comme commissaire général du Saint-Office. Il est nommé secrétaire de la Congrégation des réguliers le 14 décembre 1959. 

### Évêque
Nommé archevêque in partibus d'Héracléopolis Magna (de) le 28 août 1962, il est ordonné évêque le 21 septembre 1962 par le pape Jean XXIII avec comme co-consécrateurs Francesco Carpino et Pietro Parente. 
Il devient secrétaire de la Congrégation pour la Doctrine de la Foi en 1967.

### Cardinal
Lors du consistoire du 5 mars 1973, il est créé cardinal, avec le titre de cardinal-diacre de S. Pio V a Villa Carpegna, par le pape Paul VI qui le nomme dès le lendemain, préfet de la Congrégation pour les Églises orientales.
Le cardinal Pierre Paul Philippe est cardinalis patronus de l'Ordre souverain de Malte (11 novembre 1979)[réf. nécessaire].
Il se retire en 1980 ayant atteint la limite d'age. Le 2 février 1983, il est élevé à la dignité de cardinal-prêtre.
Il meurt à Rome le 9 avril 1984.

### Rôle dans l'affaire des frères Philippe
Deux enquêtes parues en 2023 sur le système d'emprise et d'abus sexuels mis en place par les frères Thomas et Marie-Dominique Philippe révèlent son rôle de premier plan qui a permis leur condamnation par le Saint-Office en 1956 et 1957. Sa vigilance a également empêché Jean Vanier, qui s'était fait le complice de Thomas Philippe, d'être ordonné prêtre.
Malgré leur homonymie, il n'existe aucun lien familial entre d'une part les frères Philippe et d'autre part Paul-Pierre Philippe.

## Succession apostolique
Paul-Pierre Philippe a ordonné les évêques suivants :
- Archevêque Domenico Caloyera (it), O.P. (1979)